# 副露
副露（フーロ）とは、麻雀において、他のプレイヤーの打牌を取得することにより面子を完成させることをいう。チー、ポン、カン（大明槓）の3種類がある。鳴く、食う、晒す、叩く、仕掛けるなどともいう。
広義には、暗槓や加槓を含めて副露と呼ぶこともある。詳細は槓を参照。
他のプレイヤーの打牌により和了すること（ロン）は副露とは別の行為である。ただし双ポン待ちをロン和了した場合にはその部分の暗刻子は成立せず明刻子と見なされるなど、得点計算上は和了牌が副露した牌として見なされる。
なお、副露していない状態を門前（メンゼン）と言う。但し、広義的には副露であるが、暗槓は門前と見なされる。そのため、晒した牌が暗槓のみの場合は、立直をかける事が可能である。

## チー
手牌の中に搭子が存在する場合、上家（左側のプレイヤー）の打牌を取得して順子を完成させることができる。これをチーという。なお漢字表記は吃である。
| 五索 · 四索 · 六索 |

チーの手順は次のとおり。
1. 上家の打牌の後、ワンテンポおいた後に「チー」と明瞭に発声する。
2. 手牌の中の該当する2枚の牌を公開し、打牌された牌とともに卓の右側に並べる（晒す）。
3. 手牌のうち任意の1枚を打牌する。

なお、どの牌をチーしたのかを明示するため、チーした牌を横向きにして晒す。
ポンとは異なり、上家の打牌に対してのみ可能である（対面・下家からはチーできない）という点に注意が必要である。また、三人麻雀ではチーはできない。
ある打牌に対して、ポンやカン（大明槓）の発声が同時に行われた場合は、ポンやカンを優先する。ただし、発声が早い者を優先するルールもある。ワンテンポおいた後に「チー」を発声するのはポンやカンの発声がないことを確認するためである。次の自摸順は必ず自分の番になるため、発声がワンテンポ遅れても他家が気づかずに自摸牌を取ってしまうことがない。
なお、手牌の別の4牌が暗槓できる状態である、または明刻子と同じ牌を手牌に持っていて加槓できる状態であっても、打牌してチーを完了するまでは暗槓・加槓を行うことはできない。
チーにより成立した順子（晒した3枚）を指す明順子（ミンシュンツ）という用語も一応存在するが、符計算においては暗順子との差異はなくいずれも符が付かないため、「明順子」という用語はあまり一般的でない。
語源としては、「吃」の漢字は現代中国語で食べるという意味があるため、「他人の牌を食べる」というニュアンスからきているという。

## ポン
手牌の中に対子（同種の牌2枚）が存在し、他のプレイヤーがこれと同じ牌を打牌したとき、これら3枚の牌をひとつの刻子とすることができる。これをポンという。なお漢字表記は「碰」である。対（トイ）と言う場合もある。
注：漢字表記で使われている文字は「碰」（石へんに並：数値文字参照&#30896;）である。この文字はJIS X 0208に含まれていないが、JIS X 0213には含まれており、1-89-8の符号位置が与えられている。すべての日本語環境で表示できるわけではないので、記事中ではカタカナを用いている。
| 上家からの場合     |
| ------------------ |
| 七索 · 七索 · 七索 |
| 対面からの場合     |
| 七索 · 七索 · 七索 |
| 下家からの場合     |
| 七索 · 七索 · 七索 |

ポンの手順は次のとおり。
1. 他のプレイヤーの打牌の直後に「ポン」と明瞭に発声する。
2. 手牌の中の該当する2枚の牌を公開し、打牌された牌とともに卓の右側に並べる（晒す）。
3. 手牌のうち任意の1枚を打牌する。

なお、どのプレイヤーからポンを行ったのかを明示するため、晒した牌を次のように並べる（右図）。
- 上家からポンした場合 左側の牌を横向きにする
- 対面からポンした場合 中央の牌を横向きにする
- 下家からポンした場合 右側の牌を横向きにする

その後、自摸の順番はポンした人の次へ移動する。例えば、東家が捨てた牌を北家がポンすると次の自摸は東家になる。
チーと同様に、打牌してポンを完了するまでは暗槓・加槓を行うことはできない。
ポンにより成立した刻子（晒した3枚）は明刻子（ミンコーツ）と言い、符の計算においては、么九牌なら4符、中張牌なら2符とする（暗刻子の半分）。
なお、ポンされた牌と同種の牌の残り1枚をポンカスと言う。特に字牌のポンカスは国士無双以外に使い道がないので、安全牌となる場合が多い。
語源としては、「碰」の漢字にはぶつかるという意味があるため、「他人の牌を持ってきて自分の牌とぶつかる」というニュアンスからきているという。

## 大明槓
手牌の中に刻子（同種の牌3枚）が存在し、他のプレイヤーがこれと同じ牌（4枚目の牌）を打牌したとき、これら4枚の牌をひとつの槓子とすることができる。これを大明槓（ダイミンカン）という。これも副露の一種である。
チーやポンと異なり、打牌の前に続けて暗槓・加槓を行うことができる。

## 関連のあるルール

### 発声の優先順位
あるプレイヤーの打牌に対し、チー・ポン・カン・ロンのいずれか2つ、または3つが同時に行われる場合がある。
この場合、発声のタイミングに明らかな差があれば、発声の早いほうを優先するのが一般的である。ただし、発声がほぼ同時の場合、優先順位は次の通りとする。
1. ロン
2. ポンまたはカン（ポンとカンが同時に行われることはあり得ない）
3. チー

ただし、ルール上はポンまたはカンは打牌に対して即座に、チーはワンテンポ置いてから発声することになっており、いずれも切った者の下家が自模牌に触れるまでに発声されることが望ましい（自分の上家が切った牌については、必ず自分が自模牌に触れるまでに発声しなければならない）。ワンテンポ置いたチーに遅れて発声を行ったポンを遅ポンとして、その優先権を認めない団体や雀荘もある。
なお、同時発声の優先順位により無効とされたチーが空チーとしてペナルティの対象にされることはない。発声遅れで優先権を失ったポン（遅ポン）に関しては、空ポンとしてペナルティ対象にすることがある。

### 食い替え
手のうちで完成している面子をわざと崩して一部を副露し、同巡に残りの牌を打牌することを食い替えという。食い替えにはポン・チーした牌と打牌が同一である同一牌食い替えと、チーした牌と打牌が両門待ちの筋を構成する筋食い替えがある。
（例1） 手牌の中に345という順子があり、6をチーして3を切る。
（例2） 手牌の中に333という刻子があり、3をポンして3を切る。
6をチーした時に3以外の牌を打牌し、次巡以降に3を切るのは筋食い替えではない。また手牌の中に234567という2組の順子があり、8をチーして2を打牌し、345と678の2組の順子に組み替えるような場合は筋を直接構成しないため筋食い替えではない。
食い替えをする理由として、主に次のような場合が考えられる。
1. 断么九、混全帯么九、三色同順、一気通貫などの役を作るため
2. ドラ牌と入れ替えるため（例えば手牌の中に345とあるときにドラの6や赤5をチーする）
3. 誰かが立直をかけ一発を消したいが、既に聴牌しているなどの理由で面子を崩すしかない場合
4. 大三元で三元牌を2副露しており3種類目を暗刻で持っていたが、3種類目の残り1牌を切ってきた他家を包に陥れるため（大四喜のときもほぼ同様）
5. ツモが良くないなどの理由で、牌山からツモってくる位置を変えたいとき（アナログまたはオカルト）
6. 面子構成を確定させ、振聴を解消するため

上記1や2のように食い替えに合理的な理由がある場合もあるが、「完成している面子をわざわざ崩してまで鳴くのは不自然」との理由で食い替えを全て禁止していることが多い。食い替えをした場合アガリ放棄になることが多く、打牌を取り消して他の牌を捨てることはできない。したがって、チョンボにならないようにするためには、副露した後いったん別の牌を打牌する必要がある。
テレビゲームやオンライン麻雀ではポン・チー自体は可能だが、同一牌または筋の食い替えとなる牌を捨てることができない仕様になっているものもある（22345と持っていて2をチーした場合、2や5を捨て牌に選べなくなる）。この場合、残りの純手牌が全て食い替えの対象になることがあり（例えば、既に副露面子または暗槓が3組あり純手牌が1234の残り4枚の状態で、上家から4が出たときに234でチーすると残りの純手牌が14の2枚だけになる場合など）、この場合に限りチー自体ができないようにする必要がある。

### その他
副露ができる場合でも、副露するかしないかは自由である。
一旦チー・ポン・カン（大明槓だけでなく、暗槓・加槓も含む）で晒した牌（面子）は、他の手牌から完全に独立した面子となり、その局が終了するまで打牌することができない。
河底牌は副露できない（チー・ポン・大明槓いずれも不可）。

## 副露のメリット・デメリット

### メリット
- 他家の打牌を取得することにより、手を確実に早く進めることができる（大明槓を除く）。
- 他家の一発を消滅させることができる。
- 副露で取得した牌を捨てたプレイヤーの流し満貫を消滅させることができる。
- 対面または下家からのポンまたは大明槓の場合、上家（下家からの場合は対面も）のツモ番を飛ばすことができる。
- 対面または下家からのポンまたは大明槓の場合、それぞれ上家・対面のチーを防ぐことができる（邪魔ポン・邪魔カン）。
- 同巡内振聴を解消できる。
- 聴牌や立直している他家の海底自摸番をずらす。

### デメリット
副露することによって上のようなメリットは得られるものの、以下のようなデメリットもある。
- 面子を公開することにより、狙いを他家に読まれやすくなる。中張牌のポンの場合は他家にとって瞬時にできる3枚壁となる。
- 副露した牌は打牌できないため、打牌の選択肢が狭くなる（手の自由度が減少する）。
- 立直をかける権利を失う。
- 門前の場合に比べて、和了ったときの点数が低くなる場合が多い。（下記参照）
- 対面または下家からのポンまたは大明槓の場合、下家（対面からの場合は対面も）のツモ番が早くなる。
- 大明槓に関してはチー・ポンのように確実に手を進めるというメリットを持たず、そのほかにもデメリットが大きい（詳細は槓を参照）。

### 役の消滅
副露して作ることの可能な役と、副露すると消滅する役がある。立直、一発、平和、一盃口、二盃口、四暗刻、九蓮宝燈などは鳴くと役が消滅する。暗槓は広義の副露には含まれるが、一般に役は消滅しない。ただし例外として九蓮宝燈は暗槓でも消滅する。
このうち一発の消滅については、立直をかけた本人以外のプレイヤーの副露によって役が消滅する点において、他の役の消滅（本人の副露によって役が消滅するもの）とは性質を異にする。そのため、立直がかけられた場合に一発の成立を妨害するためだけに副露がなされることもある。これを一発消しと言う。
なお、地和・九種九牌・ダブル立直も一発と同様に他家の鳴きが入る事によって不成立になるが、こちらは事前察知出来るようなものではないため、これらを阻止するために鳴く事はまず無い。
タンヤオについては、鳴いても作ることが出来るルール（食い断あり）と、鳴くと消滅するルール（食い断なし）とがあり、食い断なしのルールは特に関西方面で多く採用される。オンライン麻雀では食い断アリとナシで卓やロビーが分かれており、選択して入室出来るようになっているシステムがほとんどである。

### 食い下がり
副露した場合、翻数の下がる役があり、食い下がり（くいさがり）と呼ばれる。一般に順子系の役は下がるか消滅し、刻子系の役はそのままの傾向がある。「食い下がり」とも「喰い下がり」とも表記するが、意味は同じである。本来は戦後になってから副露していない特定の役に対して「手のうち一翻」として1翻加算していたが、後にこれらの役の翻数を1翻上げ、副露した場合に1翻下げるようになった。

#### 食い下がり役
全体役と順子役の中には、副露によって食い下がりの発生する役がある。一方、刻子役や槓子役では副露による食い下がりが見られない。順子系の役が「鳴くと下がる」のに対し、刻子系の役は「鳴かないと上がる」からである。七対子など副露が不可能な役でも見られない。また、役満役の中には食い下がり役は存在しない。
以下に食い下がり役の一覧を示す。

##### 二翻 → 一翻
- 三色同順
- 一気通貫
- 混全帯么九（チャンタ）

##### 三翻 → 二翻
- 純全帯么九（ジュンチャン）
- 混一色

##### 六翻 → 五翻
- 清一色

#### 食い下がり役の複合
食い下がり役が複合し、かつ、副露している場合、それぞれの食い下がり役の翻数が引かれる。
たとえば下のような手の場合、門前で三色同順（2翻）とチャンタ（2翻）が成立し、合わせて4翻である。
しかし、下のように九筒をポンしている場合、三色同順もチャンタも両方食い下がり、三色同順（食い下がり1翻）+チャンタ（食い下がり1翻）で合わせて2翻にしかならない。
この例では、三色同順に関係のない九筒をポンしたのにもかかわらず三色同順が食い下がることとなる。

### 食い下がりに似た事例
食い下がり役ではないが、門前役の一部では副露しても必ず下位役が成立するため、食い下がりに似た状況となる。
- 四暗刻（役満） → 対々和（2翻）
- 九蓮宝燈（役満） → 清一色（食い下がり5翻）

## 実戦における副露について
日本で一般的なルールの麻雀では、たとえ4面子1雀頭の和了形が揃ったとしても、少なくとも1つの役がなければ和了することができない（1翻縛り）。門前の場合は立直すればそれだけで役が成立するが、副露した場合はそういうわけにはいかない。したがって、特に素人や初心者の場合、和了に向かうために副露する場合には、手役を意識しておく必要がある。
以下の記述では、日本で一般的なルールの麻雀で、ありありルール・二翻縛りなし・ローカル役なしを前提とする。また、↓は食い下がり役、※は役満以外で特に確率的に難易度の高い役、Yは役満を示す。
ここで実戦的な説明のため、日本で一般的なルールの麻雀における副露を、便宜上次のように分類しておく。
- Aグループ:役牌（三元牌・場風牌・自風牌）のポン
- Bグループ:中張牌のみによるチー・ポン
- Cグループ:老頭牌を含むチー
- Dグループ:老頭牌・客風牌のポン
- Eグループ:大明槓

まずAグループは、役牌という役を確定させる副露であるため、これを行った後はどのような副露をしても和了形を構成したときに役なしが原因で和了できなくなることはない。(例1)を参照。
Bグループは、断么九（食いタン）という基本的かつ簡単な役を作るために用いられることが多く、食いタンで和了するためには副露面子が全てBグループ（あるいはEグループの大明槓のうち中張牌によるもの）に該当するものでかつ純手牌も全て中張牌である必要がある。(例2)を参照。
もちろんBグループに該当する副露は食いタン以外の役を作るために用いることも考えられ、Bグループに該当する副露が関係することがありうる役としては、食いタン以外では、三色同順↓・一気通貫↓（456のチー）・対々和（ポン）・三色同刻※・混一色↓・清一色↓が挙げられる。また、役牌・三暗刻・小三元※・大三元Y・小四喜Yといった部分手役は役に関係のない部分でBグループに該当する副露をすることもできる。Aグループに該当する副露をした後にBグループに該当する副露をしても食いタンとなることはないが、既に役牌という役を確保しているため役なしが原因で和了できなくなることはない。
Bグループの副露も、Aグループのように1つの副露面子だけで役が確定するわけではないが、食いタンは簡単な役であり、Bグループの副露を素人や初心者があまり考えずに行っても、和了形を構成したときに役なしが原因で和了できなくなる危険性は比較的少ないといえる。ただし、AグループやBグループに属する副露であっても、役牌を早めにポンすると他の役の可能性がなくなり、安い得点になってしまうとか、あるいは安牌を失うなど、場合によっては戦略・戦術上の不都合が起こる場合も多々ある。
CグループとDグループについてだが、これらは断么九（食いタン）の可能性を消滅させる鳴きであり、かつAグループのようにそれ自体が役になるわけでもないため、素人や初心者が役を意識することなしに下手にこれらの副露をしてしまうと、(例6)のように和了できる可能性がほとんどない状態になりかねない。CグループとDグループに該当する副露が関係しうる役を次に示すが、いずれも役牌や食いタンよりは難易度の高いものばかりである。その中では難易度が比較的低く、素人や初心者も理解しやすいものは、混一色↓(例3参照)や対々和(例4参照)といった辺りと考えられる。特にCグループに関しては、それが関係しうる役が全て食い下がり役となっている。ただ役牌・三暗刻・小三元※・三色同刻※・三槓子※・大三元Y・小四喜Yといった食い下がりのない部分手役では、その役に関係のない部分でCグループに該当する副露をしてもその役の価値が減少することはない。役牌を既にポンしている場合同様、役牌の暗刻がある場合なども、CグループやDグループに属する副露をしても役なしが原因で和了できなくなることはない(例5を参照)。
- Cグループが関係しうる役
  - 順子であることを利用するもの - 三色同順↓・一気通貫↓
  - 老頭牌を含む面子であることを利用するもの - 混全帯么九↓・純全帯么九↓
  - 混一色↓・清一色↓を狙う場合 - 染める色であれば可
- Dグループが関係しうる役
  - 刻子であることを利用するもの - 対々和・三色同刻※
  - 老頭牌・么九牌であることを利用するもの - 混全帯么九↓・純全帯么九↓（老頭牌）・混老頭D・清老頭（老頭牌）Y
  - 字牌であることを利用するもの（客風牌のポン） - 混一色↓（字牌部分）・小四喜Y・大四喜Y・字一色Y
  - 混一色↓・清一色↓を狙う場合の老頭牌のポン - 染める色であれば可

Eグループの大明槓に関しては、チー・ポンと異なり、嶺上牌で有効牌をツモらない限り手が進まず、デメリット・リスクの大きい行為であり、特に門前状態から大明槓をしてしまうと例外的な場合を除いてほぼデメリットしかない行為となってしまうため(例7参照)、特に注意が必要とされている（詳細は槓を参照）。槓子を利用する役のために大明槓が有効になるケースは、三槓子※・四槓子Yの役を作る場合であるが、四槓子は確率的に一般的な麻雀の役の中で最も難度の高い極めて難しい役であり、また三槓子も役満並みに難度が高いため、ここでの例示は省略する。ただし三槓子・四槓子の役を作る場合でなくても、副露聴牌からの大明槓であれば符により確実に打点が上昇する場合がある(例8参照)。
(例1)既に役牌をポンしている状態
この例では、のポンがAグループに属する副露であり、役牌という役を確保しているため、この状態からどのような副露をしても和了形ができれば必ず和了できる（例えば下のような牌姿）。戦略としても、これを利用して早上がりすることも少なくない。
(例2)食いタン狙いの副露
上の例ではのチー、下の例ではのポンがBグループに属する副露である。この後和了に向かうには、么九牌を捨てて食いタンを狙うことになる。食いタンの場合は副露面子・純手牌ともに中張牌のみである必要があり、Aグループのように1つの副露面子だけで役が確定するわけではないが、食いタンも簡単な役なので初心者や素人にも理解しやすいほか、まともな戦略としても早上がりに有効である。
(例3)混一色狙いの副露
のチーはCグループに当たるが、萬子の混一色という明確な役が見えるため、和了に向かうのに有効な副露となっている。この場合は更に（が役牌ならそれも）のポンによる3翻も見える。
(例4)対々和狙いの副露
東場西家   
客風ののポンはDグループに当たるが、こちらも対々和が見えるため、和了に向かうのに有効な副露となっている。この場合はがあるため点数的にも3翻が見込める。
(例5)役牌暗刻がある状態からの副露
南場北家   
Cグループに当たるのチーで待ちの聴牌したところだが、自風のの暗刻で役を確保しているため、和了可能な聴牌となっている。
(例6)下手に副露したせいで和了の可能性がほとんどなくなってしまっている状態
東場南家   
上の例ではのチーがCグループ、下の例ではのポンがDグループに当たるが、麻雀の役をまともに知らない素人や初心者が4面子1雀頭の和了形を目指すとばかりに役を意識することなしに下手にこれらの副露をしてしまうと、このように聴牌しても手役を付けられる見込みがほとんどなく、したがって和了の可能性がほとんどない状態（実質アガリ放棄に近い状態）になりかねない。形式的には上の例は待ち、下の例は待ちであるが、通常はこれらの牌をツモったり場に出たりしても和了できない。ちなみにこのような牌姿でも、理論的には、海底摸月・河底撈魚・嶺上開花及び搶槓といった状況役による和了可能性が挙げられ、またその他にも強引な想定ではあるが、同じ役牌を最低2枚引いて刻子にして役牌で和了するなどといった和了可能性が考えられるが、これらによる和了はそうそう期待できない。
このような聴牌を形式聴牌というが、形式聴牌であっても流局時に不聴者がいれば、不聴罰符を受け取ることはできる。まともな戦略としても、不聴罰符の支払いを避けるため、あるいは親の連荘を狙って、流局間際に無理矢理副露により形式聴牌を取りにいくことがある。
(例7)門前聴牌からほぼデメリットしかない大明槓をしてしまっている状態
この例ではがEグループの大明槓に当たる。この牌姿でも食いタンが成立しているため、待ちでルール上和了るには和了れる。しかし、を大明槓せず門前のままツモ・ロンした場合はそれぞれ門前加符10符・門前清自摸和1翻が付いてそれぞれ40符1翻・30符2翻になるのに対し、この大明槓している牌姿の例ではこれらが消滅しているため、槓ドラが乗らない限り、ツモ・ロン共に30符1翻となり、和了点は減少してしまうのである。もし暗刻（大明槓）の牌がが役牌であったとしても、槓ドラが乗らない限り門前ダマでの和了の点数を超えることはない。しかも門前のままであれば立直により最低ロン40符2翻・ツモ30符3翻とすることもできたが、大明槓によりその権利も失われている。ドラの増加に関しても、大明槓による槓ドラは自身のみならず全員に有効なのに対し、立直による裏ドラは自身のみに有効であるため、一般的には門前の場合は大明槓せず門前のまま立直した方がはるかに得策である。
もっとも、門前での大明槓そのものは必ずしも一概に「いかなる局面においても不利」と言い切れるものでもなく、ごく例外的なケースでは有効な手段とされる場合もあるが、それについては槓#種類による違いを参照のこと。
(例8)大明槓でも副露聴牌からならば符により確実に打点が上昇する場合がある
この例ではがEグループの大明槓に当たるが、この例は上と違い既に副露している状態からの大明槓であるため、大明槓の時点で門前加符・門前清自摸和・立直・裏ドラの権利が消滅するということはない。待ちは待ち。この場合はの8符が16符になったことで、槓ドラが乗らなくても符ハネにより40符3翻が50符3翻となり、和了点が確実に上昇することになる。オーラスで符によるわずかな点数の増加が着順に直結する場合や、ダンラスで槓ドラに賭けるしかない、あるいは大幅に負けが込んでいて場を荒らしたいような場合などには有効と考えられる。ただしその場合でも槓子を晒すことにより他のプレイヤーに情報を与えることと、槓ドラは他家にも有効などといったデメリットには留意する必要があるため、この大明槓をするかどうかは人それぞれ・状況次第である。